# New York, Newfoundland & London Telegraph Company
Die New York, Newfoundland and London Telegraph Company (deutsch „New Yorker, Neufundländer- und Londoner Telegrafengesellschaft“) war in der zweiten Hälfte des 19. Jahrhunderts eine private Kapitalgesellschaft mit dem Geschäftsfeld Telekommunikation. Zweck war die Errichtung von Telegrafenlinien für die elektrische Telegrafie mit dem finalen Ziel der Verbindung von Nordamerika und Europa durch ein transatlantisches Telegrafenkabel.

## Geschichte
Hauptinitiator des transatlantischen Telegrafenkabels war der US‑amerikanische Unternehmer Cyrus Field (1819–1892). Nach einem ersten Treffen mit dem nach Kanada ausgewanderten britischen Elektroingenieur und Erfinder Frederic Gisborne (1824–1892) im Januar 1854 in New York wurde noch im selben Jahr die New York, Newfoundland and London Telegraph Company gegründet. Präsident wurde Peter Cooper (1791–1883), Cyrus Field einer der Direktoren.